# Phaonia zhejianga
Phaonia zhejianga är en tvåvingeart som beskrevs av Xue och Yang 1998. Phaonia zhejianga ingår i släktet Phaonia och familjen husflugor.
Artens utbredningsområde är Zhejiang (Kina). Inga underarter finns listade i Catalogue of Life.